# Ganaveix
Le Ganaveix est un ruisseau français du département de la Corrèze, affluent rive droite du Bradascou et sous-affluent de la Vézère. 

## Géographie
Le Ganaveix prend sa source à près de 460 mètres d'altitude, sur la commune de Meilhards, au sud-est du lieu-dit la Pouge. En limite des communes de Meilhards et de Lamongerie, le Géoportail lui attribue le nom de ruisseau de la Faye. Il traverse la forêt de Meilhards et retrouve ensuite le nom de Ganaveix.
Il  passe à l'ouest du village Condat-sur-Ganaveix et rejoint le Bradascou en rive droite, à moins de 330 mètres d'altitude, au lieu-dit le Moulin du Chassaing, sur la  commune de Condat-sur-Ganaveix.
Le Ganaveix est long de 16,9 kilomètres.

### Affluents
Le Ganaveix compte cinq petits affluents répertoriés par le Sandre.

### Communes et canton traversés
À l'intérieur du département de la Corrèze, le Ganaveix arrose trois communes, toutes dans le canton d'Uzerche :
- Meilhards (source)
- Lamongerie
- Condat-sur-Ganaveix (confluent)